# Istočna Rumelija
Istočna Rumelija (bugarski: Източна Румелия, turski: روم الى شرقى, Rumeli-i Şarkî; grčki: Ανατολική Ρωμυλία}}, Anatoliki Romylia) bila je autonomna oblast (vilajet) unutar Osmanskog carstva od 1878. do 1908. godine.
Već 1885. godine - Rumelija je potpala pod potpunu kontrolu Kneževine Bugarske. Bugari su bili apsolutno većinsko stanovništvo s manjim postotkom Turaka i Grka. Glavni grad pokrajine bio je Plovdiv (turski: Filibe, po Europi poznat po svom grčkom imenu: Philippopolis). Danas je Istočna Rumelija dio Bugarske.

## Povijest
Istočna Rumelija nastala je kao produkt Berlinskog kongresa iz 1878. godine, Teritorij te autonomne pokrajine obuhvaćao je zemlje između planina Balkan - Rodopi i Strandža, kraju koji je do tada bio poznat svojim stanovnicima (Bugarima, Turcima, Romima, Grcima, Armencima i Židovima) - kao Sjeverna Trakija. Istočna Rumelija je ime koje je pokrajini dato na inzistiranje britanske delegacije, naime turski toponim Rumelija, odnosio se na sve europske pokrajine carstva, tj. na sve one koje su u antici bile u sklopu Rimskog Carstva. Dvadesetak pomačkih sela (Muslimanski Bugari) u brdima Rodopa odbili su priznati Istočnu Rumeliju vlast i osnovali su svoju Republiku Tamraš.
Za ovu pokrajinu danas najviše znaju filatelisti zbog raritetnog izdanja maraka iz 1880. godine 

### Ujedinjenje s Bugarskom
Nakon krvavih nemira 6. rujna 1885., Istočna Rumelija je pripojena Kneževini Bugarskoj. Međutim i nakon tog je Istočna Rumelija službeno bila pokrajina pod osmanskim suverenitetom sve do proglašenja Bugarske neovisnosti 22. rujna 1908. Taj dan slavi se kao nacionalni praznik u Bugarskoj - Dan ujedinjenja.

## Uprava
Prema klauzalama Berlinskog Kongresa, Istočna Rumelija imala je ostati pod političkom i vojnom nadležnosti Osmanskog carstva sa značajnom upravnom autonomijom (članak 13.). Zakonski okvir Istočne Rumelije definiran je Organskim Ustavom koji je usvojen 14. travnja 1879. i bio na snazi sve do ujedinjenja s Bugarskom 1885. Prema Statutu na čelu pokrajine trebao je biti kršćanski Generalni guverner, kojeg bi imenovala Visoka Porta uz odobrenje velikih sila. Zakonodavni organ pokrajine imala je biti pokrajinska (oblasna) skupština od 56 zastupnika, od kojih su 10 bili imenovani od strane guvernera, 10 bili stalni a 36 je izravno birao narod. Na prvoj Oblasnoj skupštini 45 zastupnika su bili Bugari, a ostali - Turci i Grci.
Istočna Rumelija je upravno bila podijeljena na sandžake (bugarski: департаменти); Plovdiv (Filibe), Pazardžik (Tatarpazarcığı), Haskovo (Hasköy), Stara Zagora (Eski Zağra), Sliven (İslimye) i Burgas (Burgaz), oni su trebali prerasti u kadiluke (nešto poput županija).

### Generalni guverner
Prvi Generalni guverner bio je bugarski knez Aleksandar Bogoridi (1879. – 1884.), koji je bio prihvatljiv i Bugarima i Grcima. Drugi guverner bio je Gavril Krastevič (1884. – 1885. ), poznati bugarski povjesničar. Prije izbora prvog guvernera, pokrajinom je upravljao ruski civilni upravitelj Arkadij Stoljipin, - od 9. listopada 1878. do 18. svibnja 1879. godine.
- Aleksandar Bogoridi Aleko paša (18. svibanj 1879. – 26. travanj1884.)
- Gavril Krastevič Gavril paša (26. travanj 1884. – 18. rujan 1885.)
- Bugarski kneževi
  - Aleksandar I. (17. travanj 1886. – 7. rujan 1886.)
  - Ferdinand I. (7. srpnja 1887. – 5. listopad 1908.)

U razdoblju ujedinjenja s Bugarskom, Georgi Stranski je postavljen za Povjerenika južne Bugarske (9. rujna 1885. – 5. travnja 1886.)

## Stanovništvo Istočne Rumelije
Istočna Rumelija bila je većinski naseljena Bugarima, to se najbolje vidi iz izbornih rezultata za zastupnike prve Pokrajinske skupštine 17. listopada 1879. Od 36 izabranih zastupnika, 31 su bili Bugari (86,1%), 3 su bili Grci (8,3%) a 2 su bili Turci (5,6%).Po rezultatima loše provedenog popisa stanovništva iz 1880., oko 590.000 ljudi (72,3%) izjasnilo se kao Bugari, 158.000 (19,4%) kao Turci, 19.500 (2,4%) kao Romi a 48.000 (5,9%) pripadali su drugim nacijama (Grci, Armenci, Židovi) Na ponovljenom popisu stanovništva iz 1884. dobiveni su približno isti podatci: 69,9% Bugara, 20,6% Turaka i 2,8% Roma.

## Vanjske poveznice
- Karta Istočne Rumelije  Arhivirana inačica izvorne stranice od 5. veljače 2012. (Wayback Machine),